# Guy Chester Shortridge
Guy Chester Shortridge (* 21. Juni 1880 in Honiton, Devon; † 12. Januar 1949 in King William’s Town, Südafrika) war ein britischer Zoologe und Museumsdirektor.

## Leben
Shortridge war der Sohn des Landarztes Thomas W. Shortridge und seiner Frau Louisa Chester. Bereits in frühester Jugend entwickelte sich bei Shortridge ein naturkundliches Interesse. Während des Zweiten Burenkrieges (1899–1902) diente er bei der südafrikanischen Polizeitruppe. Bald darauf wurde er von William Lutley Sclater, dem damaligen Direktor des South African Museum, als Tiersammler im Pondoland und im Colesberg-Distrikt engagiert. Nach seiner Rückkehr nach England machte Shortridge die Bekanntschaft mit Oldfield Thomas, der ihn von 1904 bis 1906 auf eine Sammelexpedition ins südwestliche Australien sandte. Während dieser Expedition besuchte er unter anderem den Albany District, Bunbury, Busselton und die Höhlenregion am Margaret River, Bernier Island, den Gascoyne River District, die Region nördlich von Southern Cross und Kalgoorlie nördlich von Laverton. Einige Taxa, darunter Malurus bernieri, Sericornis balstoni, Climateris wellsi, Zosterops shortridgei und Zosterops balstoni, die Shortridge aus Australien mitbrachte, gelten heute entweder als Synonyme oder als Unterarten von anderen Arten. Es folgten Expeditionen nach Malaysia, Siam, in die Vereinigten Staaten, nach Mexiko, Honduras, Ceylon, Borneo, Bali, Celebes, die Molukken und nach Java, wo er über 1.500 Säugetierproben sammelte. 1908 ging er im Auftrag der Zoological Society of London nach Guatemala, von wo er lebende Tiere mitbrachte. Im selben Jahr war er Mitglied bei der 50. Jubiläumsexpedition der British Ornithologists’ Union nach Niederländisch-Neuguinea. 1911 wurde er von der Bombay Natural History Society für eine große Sammelsexpediton von Säugetieren engagiert. Danach setzte er seine Tätigkeit in Burma fort, wo bis dato nur wenige Sammelexpeditonen stattgefunden hatten und Shortridge somit Pionierarbeit zur systematischen Erforschung der Säugetierfauna dieses Landes leistete. Während des Ersten Weltkriegs kämpfte Shortridge in Frankreich, Palästina und im Irak. Er diente bei den Royal Flying Corps (später Royal Air Force) als Beobachter. Nach dem Krieg im November 1918 wurde er zur No. 3 African Survey Party der Royal Air Force in Pretoria in Südafrika versetzt, wo er Stellvertreter des Kommandierenden Offiziers war. Daneben sammelte er für das British Museum of Natural History Säugetiere im nördlichen Rhodesien. 1920 wurde er Kurator für Säugetiere im Kaffrarian Museum in King William’s Town in Südafrika. Nach dem Tod von Frank Pym im Mai 1920 wurde er 1921 zum Direktor des Museums ernannt. Ein Jahr später leitete er mehrere Expeditionen in der Südafrikanischen Union, darunter zwischen 1922 und 1923 eine zum Oranje, wo er 376 Proben sammelte und eine Winterexpedition im Jahr 1923 nach Südwestafrika, von wo er 700 Säugetierproben mitbrachte. Diese Expedition wurde teilweise vom Percy Sladen Memorial Fund finanziert und deren Ergebnisse 1925 von Oldfield Thomas und Martin Alister Campbell Hinton beschrieben. In den Jahren 1930 bis 1933 veröffentlichte Shortridge sein Werk The Mammals of South-west Africa.
Während seines 28-jährigen Dienstes für das Kaffrarian Museum unternahm Shortridge vierzehn Expeditionen, von denen er eine Sammlung von über 25.000 Säugetierproben zusammentrug.